# Rádio e Televisão de Timor-Leste

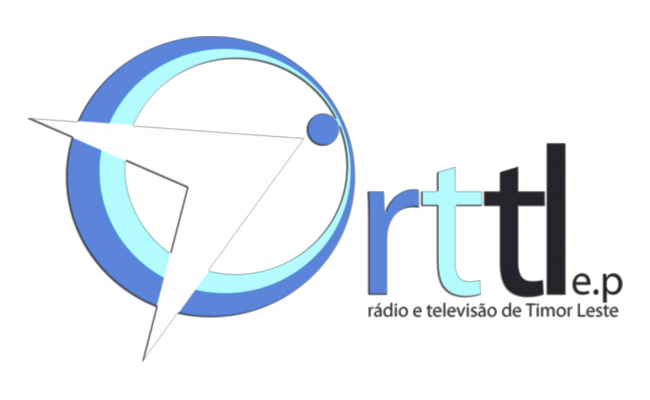
Radio-Televisão Timor Leste

Rádio e Televisão de Timor-Leste (RTTL; deutsch Rundfunk Osttimor) ist die staatliche Rundfunkanstalt Osttimors. Ihren Hauptsitz hat sie an der Rua de Caicoli in Dilis Stadtteil Caicoli.

## Führung
Die Präsidenten des Vorstands von RTTL werden für vier Jahre von der Regierung eingesetzt. Im Januar 2019 kam es zum Eklat als der bisherige Präsident Gil da Costa nach einem Audit im Oktober 2018 abgesetzt und durch Francisco da Silva Gary ersetzt wurde. Costa machte politische Gründe dafür verantwortlich, da er versucht habe den politischen Einfluss auf den staatlichen Sender zurückzudrängen. Der Sender ist jeweils dem für Medien zuständigen Ministerium der Regierung unterstellt.
| Präsidenten von RTTL       |                               |                                                                            |
| Name                       | Amtszeit                      | Bemerkungen                                                                |
| ?                          | ?                             |                                                                            |
| Expedito Loro Dias Ximenes | 2007–2014                     | [ 3 ]                                                                      |
| Milena Abrantes            | 2014 – 28. Januar 2018        | [ 4 ]                                                                      |
| Gil da Costa Naldo Rei     | 1. Februar 2018 – Januar 2019 | Berufung: 25. Januar 2018; Vereidigung 1. Februar 2018 vorzeitig entlassen |
| Francisco da Silva Gary    | 9. Januar 2019 – Mai 2021     |                                                                            |
| José António Belo          | seit Mai 2021                 |                                                                            |

## Hörfunk

Logo von RTL

Das Radioprogramm läuft unter dem Namen Radio Timor-Leste (RTL). Gesendet werden 34 Programme in Portugiesisch, Tetum und Bahasa Indonesia an 16 Stunden pro Tag. Sieben Prozent des Radioprogramms stammt aus externen Quellen, der Rest wird durch eigene 57 Mitarbeiter produziert.

## Fernsehen

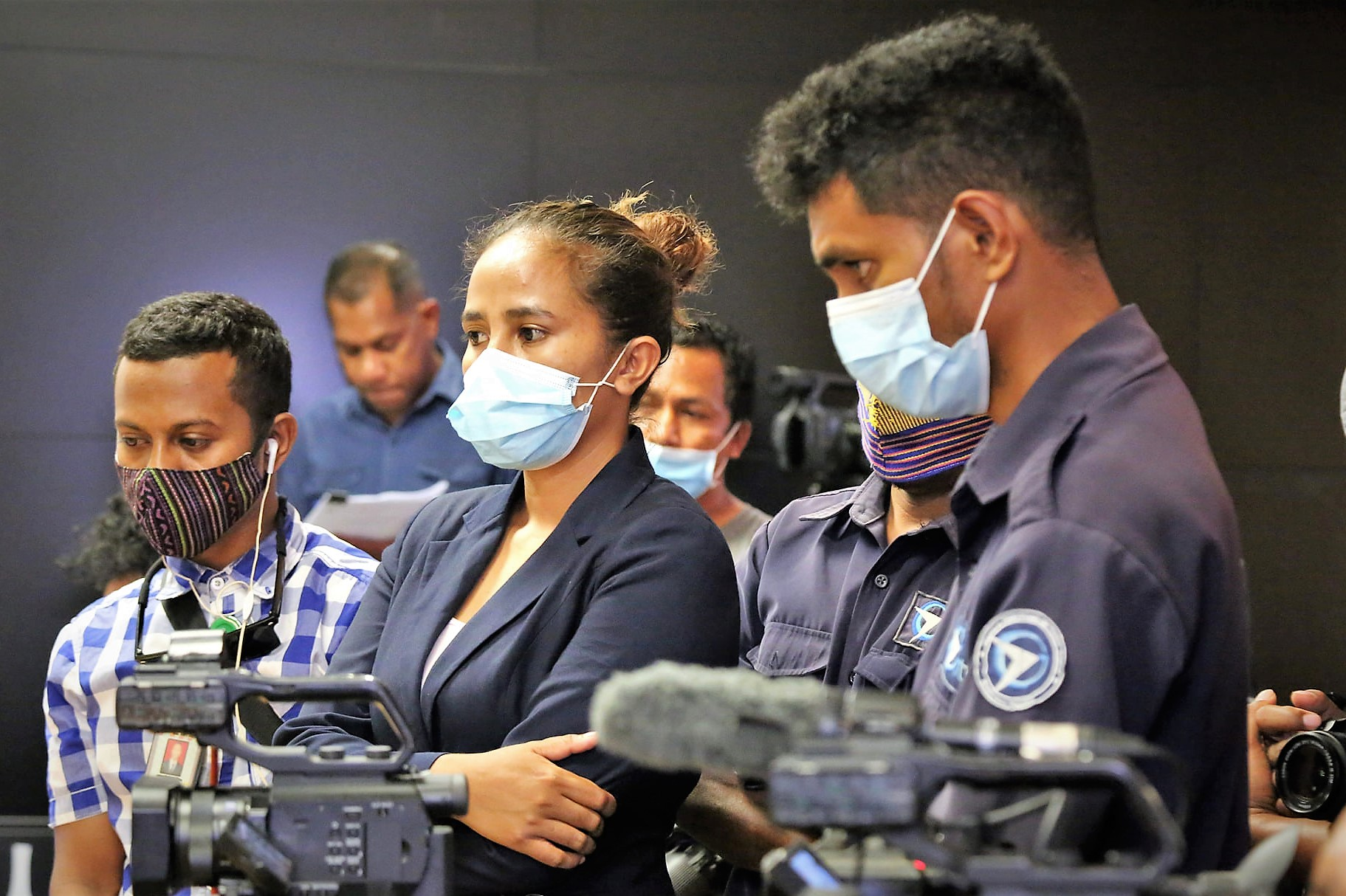
TVTL-Reporter bei einer Pressekonferenz

Televisão de Timor Leste (TVTL; auf Portugiesisch), beziehungsweise Televizaun Timor Lorosae (auf Tetum), ist der Fernsehzweig von RTTL. Neben selbst produzierten Sendungen, bietet TVTL Nachrichten vom portugiesischen RTP Internacional, dem australischen Australia Network von ABC und der britischen World News der BBC. Im September 2008 vereinbarte man eine Zusammenarbeit mit dem brasilianischen TV Globo.

## Eigenproduktionen

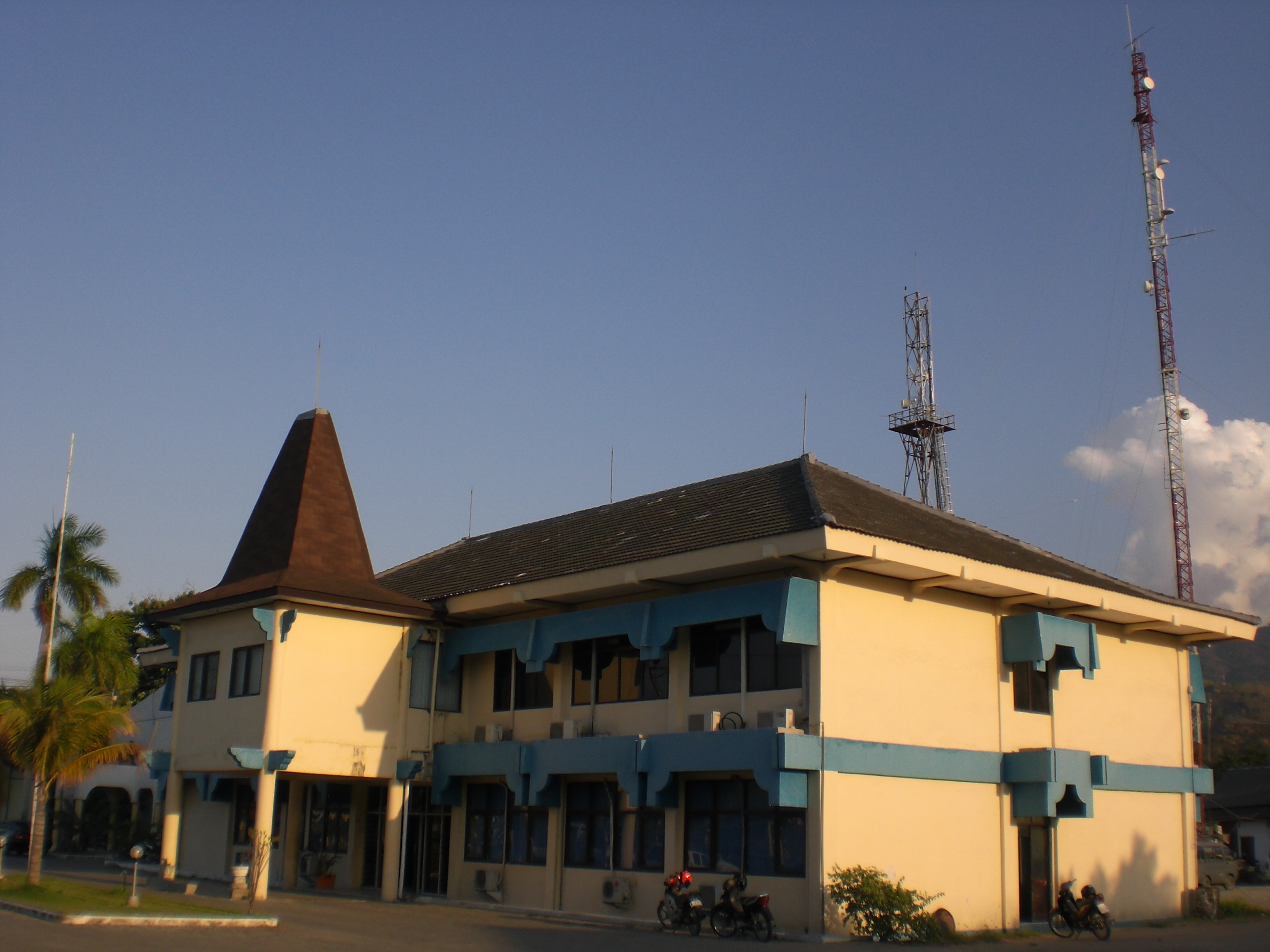
RTTL-Gebäude in Dili

Eigene Produktionen dienen oft der Weiterbildung der einheimischen Bevölkerung. So wurden eine Zeichentrickserie zur Geschichte Osttimors und eine Seifenoper, die das Thema Familienplanung aufgriff, produziert.